# Гінкго Сікорського
Гінкго Сікорського - ботанічна пам’ятка природи місцевого значення, розташована на проспекті Берестейському, 37 (між корпусами №1 та №2 НТУУ «КПІ») у Солом’янському районі м. Києва. Заповідана у грудні 2011 року. Названо на честь видатного авіаконструктора Ігоря Івановича Сікорського.

## Опис
Дерево - найстаріший у Києві екземпляр гінкго дволопатевого віком 50 років. Висота дерева близько 15 м. На висоті 1,3 м має 2,2 м в охопленні.

## Галерея

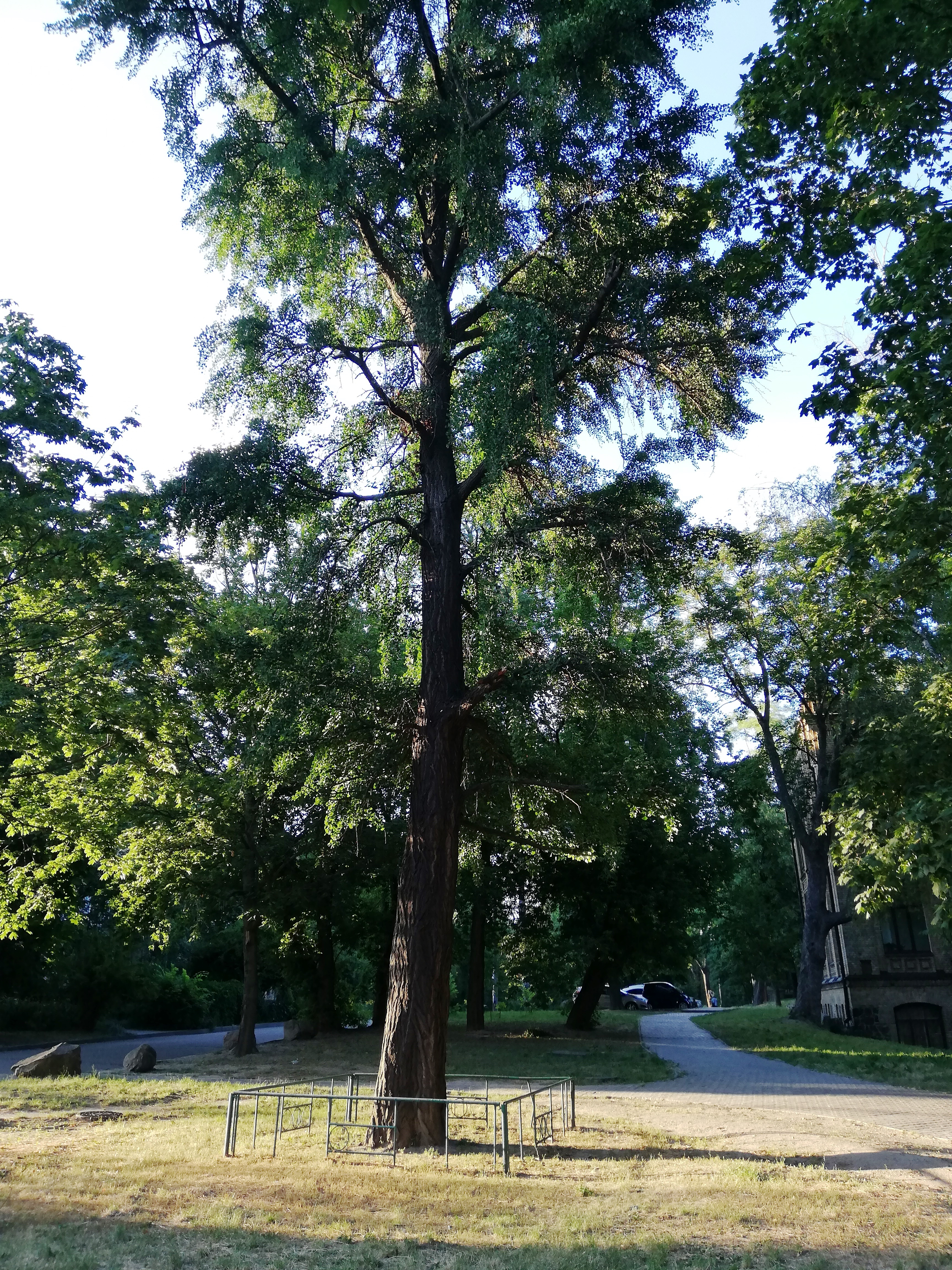
Гінкго Сікорського 20 липня 2020 року
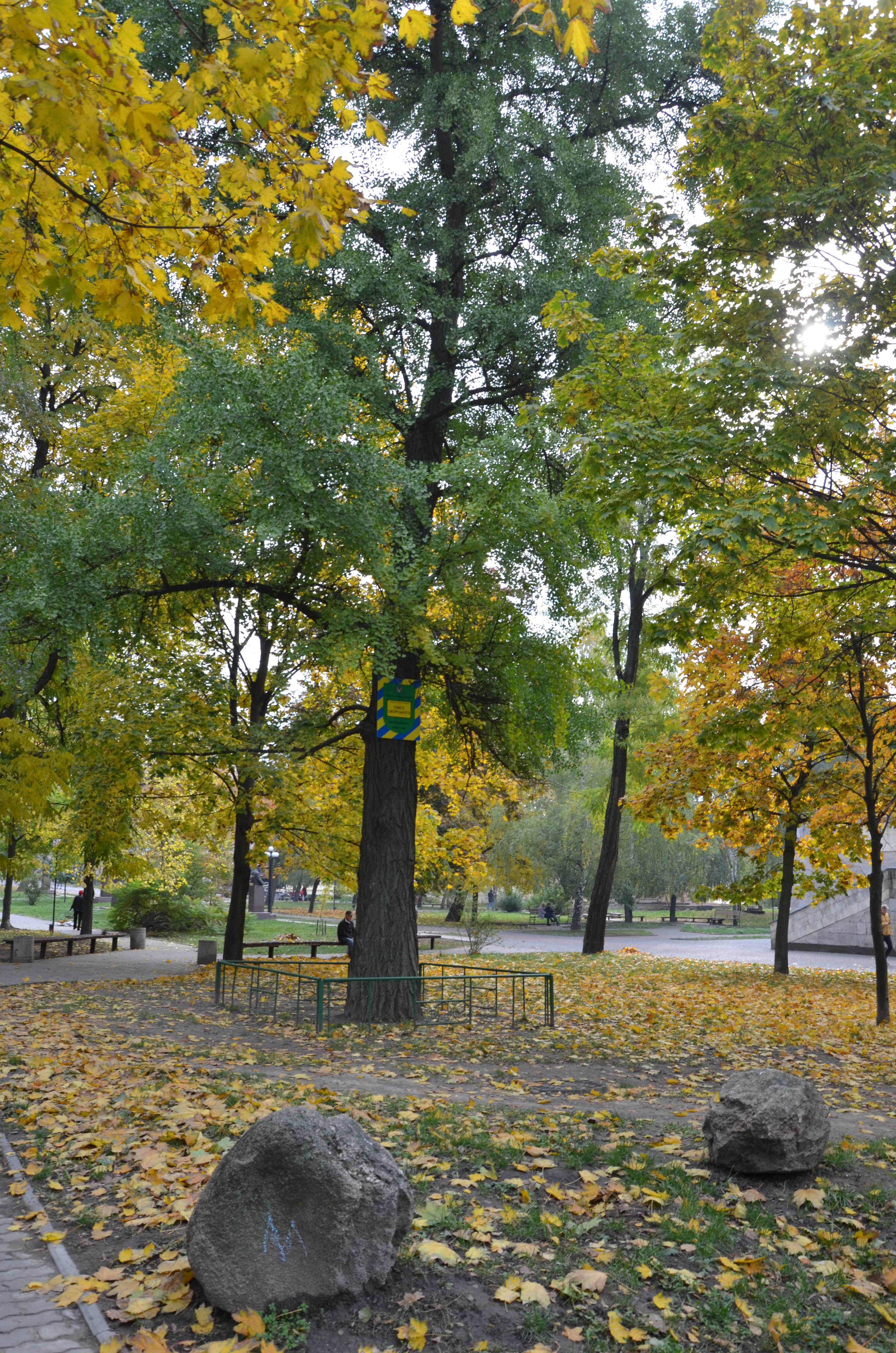
Гінкго Сікорського 19 жовтня 2017 року
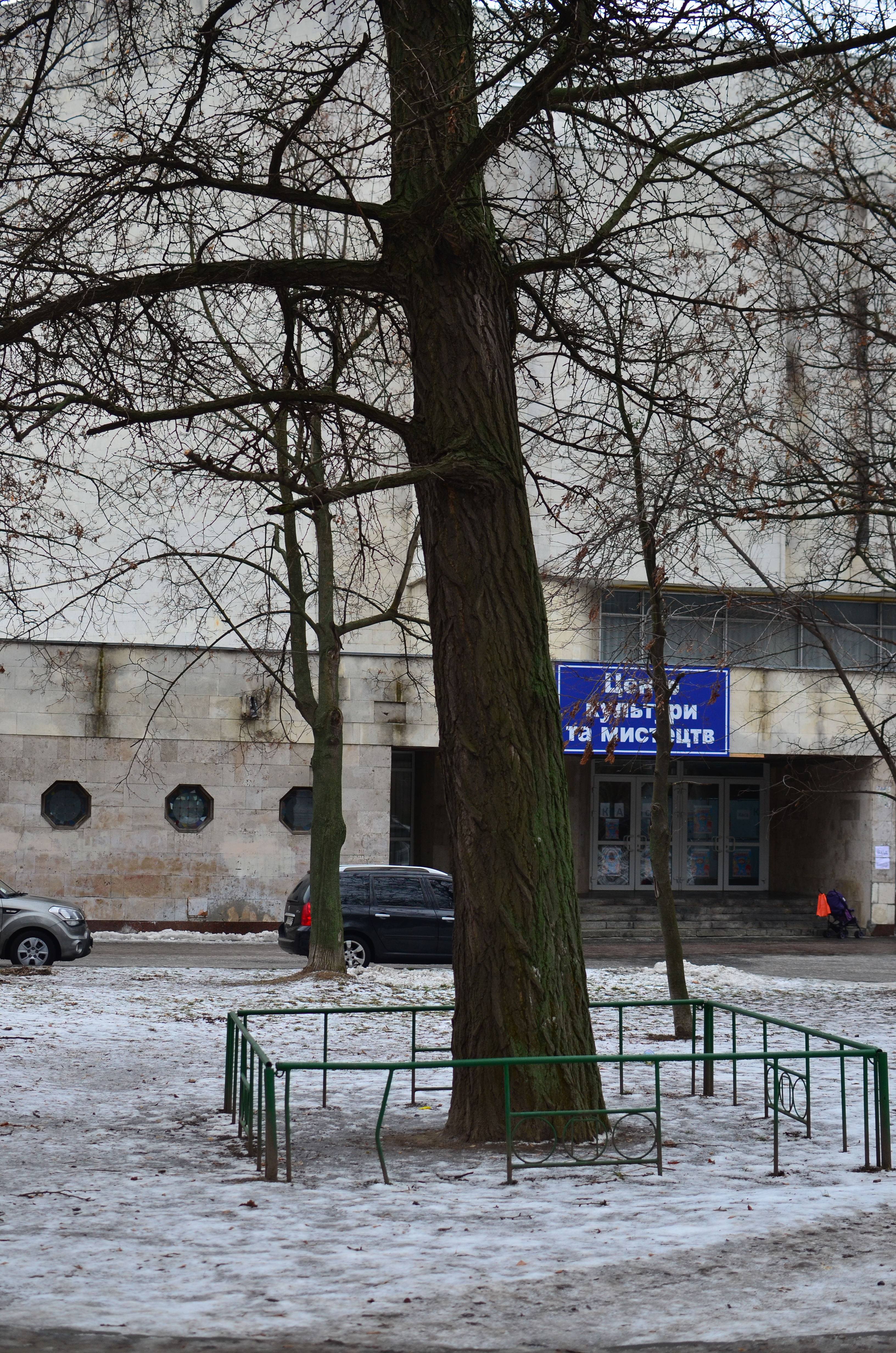
Гінкго Сікорського 24 грудня 2016 року
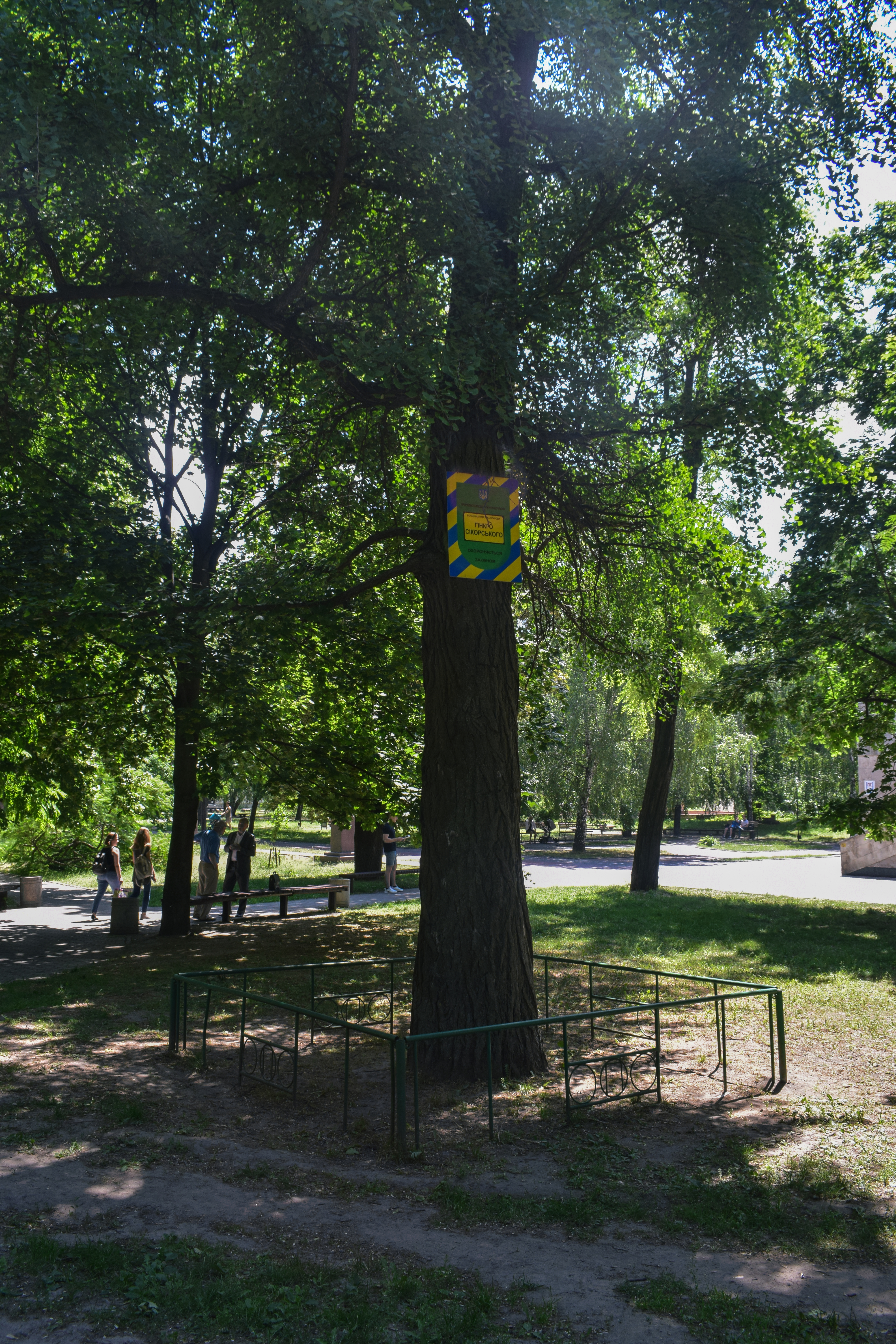
Гінкго Сікорського 29 травня 2018 року